# Karl Immanuel Eberhard Goebel
Pour les articles homonymes, voir Goebel.
Karl Immanuel Eberhard von Goebel est un botaniste allemand, né le 8 mars 1855 à Billigheim en grand-duché de Bade et mort le 9 octobre 1932 à Munich. Il obtient son doctorat en 1877 avant d'occuper différents postes d'enseignant. Il mène plusieurs expéditions scientifiques dans les Andes.